# Селиванов, Александр Фёдорович
Александр Фёдорович Селиванов (1856—1919) — русский архивист, краевед, археограф и археограф.

## Биография
Родился в городе Городище Пензенской губернии 3 (15) апреля 1856 года. Отец поручик Фёдор Иванович Селиванов (17.02.1827 — 18.08.1869); начал военную службу в 1843 году, к концу жизни — коллежский секретарь; был уездным судьёй. В 1851  году он венчался в Саранске с дочерью местного купца Дмитрия Леонтьевича Кроткова, Александрой Дмитриевной. В 1855 году у них родился сын Дмитрий, в 1856 — Александр.
В 1875 году окончил 1-ю Пензенскую мужскую гимназию. Затем учился в Харьковском университете и Санкт-Петербургском Археологическом институте (вып. 1879). Уже тогда ему стало интересно всё, что так или иначе связано с историей родного Пензенского края. Он начал собирать сведения в библиотеках и архивах, посещать аукционы и выставки, кладбища и старинные усадьбы, встречаться с интересными людьми, чтобы заполучить любое свидетельство о родном крае и его людях.
В 1886  году член Петербургского археологического института А. Ф. Селиванов был избран членом Тамбовской учёной архивной комиссии. С 1887 года вёл в «Пензенских губернских ведомостях» отдел о пензяках. В 1889  году надворный советник, делопроизводитель департамента Министерства народного просвещения А. Ф. Селиванов был принят действительным членом Саратовской губернской учёной архивной комиссии. Он состоял также действительным членом Пензенского губернского статистического комитета и почётным членом учёной архивной комиссии. Был членом Русского географического общества.
В 1897—1917 гг. он состоял членом учёного комитета Министерства народного просвещения; с 25 апреля 1897 года — чиновник особых поручений V класса. В 1895  году предложил создать в общественной Лермонтовской библиотеке Пензы особый раздел, где бы экспонировались и комплектовались произведения (литературные, научные, обзорные и т. д.) авторов, родившихся в Пензенской губернии либо связанные с Пензой учёбой, наличием собственности, службой и т. д. Пензенское краеведение обязано ему множеством работ: «Биографии пензяков» (1889), «Материалы для истории Буртас» (1891), «Пензенские архипастыри» (1893—1898), «О ремесленных классах при начальных школах» (1898), «Ф. И. Буслаев» (1889), «Дело Ф. Ф. Вигеля»> (1884) и многими другими.
Он написал также много статей для «Энциклопедического словаря Брокгауза и Ефрона».
Был произведён в действительные статские советники 10 апреля 1911 года. Награждён орденами Св. Станислава 2-й степени, Св. Анны 2-й степени, Св. Владимира 4-й степени.
Умер в 1919 году.

## Избранная библиография
- Библиография о благотворительности. — СПб.: тип. Я. В. Киршбаума, [1901]. — 13 с.
- Варшавское благотворительное общество. — СПб.: тип. В. Ф. Киршбаума, [1899]. — 6 с.
- Воспитательные, сиропитательные и сиротские дома, приюты для подкидышей и приюты для малолетних. — СПб.: тип. Имп. Акад. наук, [1907]. — 30 с.
- Городище и уезд Пензенской губернии: (Краткий геогр. очерк) / [А.Ф. Селиванов]. — Пенза: тип. Губ. правл., [1893]. — 10 с.
- Дело о подложной просьбе об увольнении от службы пензенского губернатора Филиппа Лаврентьевича Вигеля // «Русская старина». — Т. 79. — 1893. — С.  84—88.
- Дело Ф. Ф. Вигеля. «О Купянской вертепной драме» // «Киевская старина». — 1884. — № 3.
- Замечательные воронежские уроженцы и деятели. — Воронеж: типо-лит. Губ. правл., [1899]. — 10 с.
- Исторический очерк развития пчеловодства в России /Сост. А. Ф. Селиванов, секр. О-ва. — СПб.: Рус. о-во пчеловодства, 1896. - [2], 97 с.
- К истории изучения Тверской губернии. — Тверь, 1906. — 10 с.
- Материалы для истории города Пензы. — Пенза, Губ. тип. 1888.
- Общество помощи и защиты женщин /[Соч.] К.[!А] Ф. Селиванова. — СПб.: тип. Имп. Акад. наук, [1907]. — 10 с.
- О русско-туземных школах в Туркестанском крае // Школьное обозрение. — 1891.
- О школьных попечительствах // «Труды второго съезда деятелей по профессиональному образованию». — М., 1898. Т. 2.
- О ремесленных классах при начальных школах // Техническое обозрение. — 1898. — № 12.
- Воспоминания о Н. И. Костомарове // Русская старина. — 1888. — № 4.
- Пензенские архипастыри // «Сборник Пензенского губернского статистического комитета». — Пенза, 1893—1898. Вып. 1, 2 и 3.
- Протоиерей Федор Федорович Сидонский: (Краткий биогр. очерк) / [А. Ф. Селиванов]. — Тверь: тип. Губ. правл., [1904]. — 4 с.
- Путешествие великого князя Михаила Павловича по Пензенской губернии в 1817 году (Памяти гр. М. М. Сперанского). — Пенза: Губ. тип., [1889]. — 11 с.
- Современное положение русской благотворительности: Сообщение А. Ф. Селиванова.
- Страница из истории народного образования в Кубанской области / [Ал. Ф. Селиванов]. — СПб.: Калашник. тип. А. Л. Трунова, 1894. — 14 с.
- Чешские школы на Волыни // Правительственный вестник. — 1893.
- Энциклопедия семейного воспитания и обучения. Вып. 29: Учреждения по призрению детей : (воспитательные дома, ясли и приюты) / А. Ф. Селиванов, член особ. отд. Учен. комитета М. Н. П. — СПб.: тип. М. М. Стасюлевича, 1900. — 32 с.